# امانوئل مونیه
امانوئل مونیه (به فرانسوی: Emmanuel Mounier) (زاده ۱ مه گرنوبل -مرگ ۲۲ مارس ۱۹۵۰) فیلسوف اگزیستانسیالیست فرانسوی بود.

## دیدگاه‌ها
آموزه اصلی او همان «معنای رؤیای فلسفی» است که مهم‌ترین اثر خود یعنی «مقدمه‌ای بر اگزیستانسیالیسم» را به آن اختصاص داده است. به نظر مونیه «رؤیای فلسفی» در واقع شاید آخرین پایگاه انسان مدرن در مقابل مکتب تحصلی (پوزیتیویسم) باشد. مونیه شرح می دهد که ما چگونه با دنیای غیرانسانی اشیاء روبرو هستیم و لذا نیاز به فلسفه‌ای داریم که بتواند آن بعد ما را که توسط شیء شدن محو شده، بازسازی کند.
مونیه چنانکه در کتاب فردگرایی شرح می‌دهد، معتقد است ما با جهانی غیرفردی مواجهیم. تمامی اشیاء که در اطراف ما قرار دارند، به نوعی دنیای غیر فردی برای ما می سازند و این هدف فلسفه است که ما را از این دنیای غیرفردی (اگر نه ضد فردی) برهاند.